# Maria de Lannoy
Maria de Lannoy, pseudoniem van Johanna Maria van Rompaye-de Lannoy (Antwerpen - Borgerhout 10.01.1890 - Antwerpen 29.02.1968), was een Vlaamse schrijfster. Ze schreef zowel voor volwassenen als voor de jeugd. Haar boeken verschenen onder andere bij het Davidsfonds, soms geïllustreerd door Anton Pieck. In 1940 richtte De Lannoy samen met Tine Rabhooy, Blanka Gyselen en Eugénie Boeye de vennootschap Raboeyegyselanoy op, dat volgens Artikel 2 van de statuten als doel had: "verheffing van hart en geest, verdere ontwikkeling op kunstgebied, aanscherpen van den critischen geest, probeeren zooveel mogelijk "bij" te blijven, meedeelen van alle lekkers dat één der leden bemachtigt op kunstgebied, ontwikkelen van ons redenaarstalent enz.".

## Bibliografie

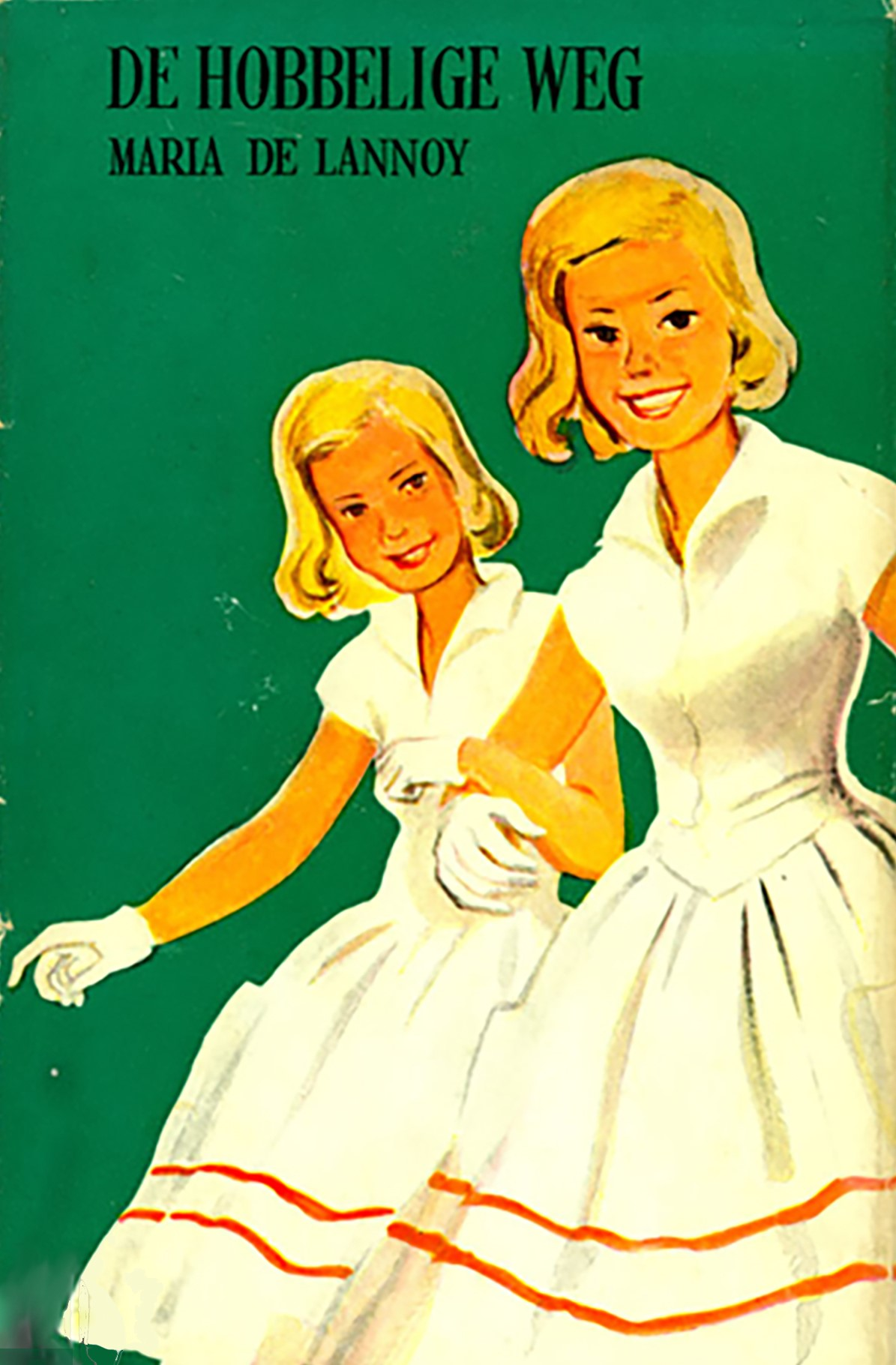
De hobbelige weg (1956), omslag Rik Jansseune

## Prijzen
- 1933 - prijs van de provincie Antwerpen voor Bezem Krelis
- 1933 - Nestor de Tièreprijs voor toneelstuk Paradijzeneiland
- 1936 - Amaat Joosprijs voor Naar het land der Pinguins
- 1950 - Prof. Emiel Vliebergh-prijs voor Kleine nachtmuziek

## Eerbetoon
De stad Antwerpen gaf een plaats op de Antwerpse Linkeroever de naam Maria de Lannoyplein.